# Reticunassa tringa
Reticunassa tringa is een slakkensoort uit de familie van de Nassariidae. De wetenschappelijke naam van de soort is voor het eerst geldig geplubiceerd in 1864 door Souverbie.